# Naphtali Cohen
Pour les articles homonymes, voir Cohen et Katz.
Naphtali Cohen, connu aussi sous le nom de Naphtali HaCohen Katz, né en 1649 à Ostrowo en Ukraine et mort le 20 décembre 1718 à Constantinople dans l'Empire ottoman, est un rabbin et kabbaliste germano-russe.

## Biographie

### Ses premiers postes en tant que rabbin
Cohen appartient à une famille de rabbins d'Ostrowo, où son père Isaac Cohen, l'arrière-arrière-petit-fils du rabbin Judah Loew ben Bezalel, connu sous le nom de Maharal de Prague,  s'était réfugié pour échapper aux pogroms lors du soulèvement des cosaques de Khmelnytsky. En 1663, le jeune Cohen tombe entre les mains de Tatars qui le maintiennent en servitude pendant plusieurs années. Il réussit à s'échapper et retourne à  Ostrowo. Il est alors choisi comme rabbin pour succéder à son père. En 1690, il est nommé grand-rabbin de Posen en Prusse (maintenant Poznań en Pologne), poste qu'il occupe jusqu'en 1704. Il se consacre à l'étude de la Kabbale et recueille un grand nombre de livres kabbalistiques.  
En 1704, il est nommé à Francfort-sur-le-Main. Le 14 janvier 1711, un incendie se déclenche dans  sa maison et prenant rapidement de l'ampleur détruit une bonne partie du quartier juif. Il est accusé d'avoir empêché l'extinction du feu par des méthodes traditionnelles en comptant sur l'efficacité de ses pouvoirs kabbalistiques. Il est arrêté et jeté en prison et n'obtient sa liberté qu'en renonçant à son poste. Il s'installe alors à Prague où vit une partie de sa famille. 

### L'affaire Néhémie Hayoun
Un autre malheur va s'abattre sur lui, qui va empoisonner sa vie, plus que la perte de sa fortune et de sa position. Le Kabbaliste sabbatéen Néhémie Ḥayoun arrive à Prague et se proclame prédicateur et émissaire venu de Palestine. Il réussit à gagner la confiance et à duper Cohen. Croyant lui-même en la Kabbale, Cohen ne trouve rien à redire de Hayoun, même quand celui-ci plus tard commence à vendre des amulettes. Et quand celui-ci demande à Cohen une approbation pour son livre mystique Mehemnuta de Kula dont il lui soumet uniquement le texte principal sans les commentaires qui l'accompagnent, et dans lesquels l'auteur professe la doctrine de la Trinité, Cohen naïvement la lui accorde et même recommande chaudement le livre. Avec les recommandations de Cohen et d'autres rabbins qu'il a obtenu de la même façon, Hayoun voyage en Moravie et en Silésie propageant partout sa doctrine sabbatéenne. 
Cohen découvre rapidement son erreur et s'efforce, mais sans succès de récupérer son approbation, bien qu'il ne réalise pas encore la pleine portée du livre. Ce n'est qu'en 1713, alors que Cohen séjourne à Breslau où il exerce comme rabbin que le Hakham Tsvi Hirsh Ashkenazi d'Amsterdam, l'informe des conséquences. Cohen décide alors d'agir vigoureusement et lance un interdit contre l'auteur et son livre. Il devient un des plus fervents partisans de Tsvi Ashkenazi dans sa campagne contre Hayoun. 
En 1715, Cohen rencontre le roi de Pologne Auguste II pour récupérer sa charge de rabbin de Posen qui est à cette époque vacante, mais il échoue en raison de l'opposition des responsables de la communauté. Il retourne donc en Ukraine, et en 1718, s'embarque vers la Terre Sainte, mais meurt en cours de route à Constantinople.

## Ses œuvres
Cohen a publié plusieurs livres. Il est entre autres l'auteur des ouvrages suivants: 
- Birkat Adonai (Bénédiction du Seigneur), un commentaire sur Berakhot avec une introduction sur la corrélation des traités mishniques, avec comme sous-titre Semikut Ḥakamim (Connexion du sage), publié à Francfort-sur-le-Main en 1702. Cohen était si fier de son livre qu'il a demandé d'être enterré avec.
- Meshek ha-Zera (Ensemencement de la graine), commentaire sur l'ordre Zeraïm de la Mishna (non publié).
- Pi Yesharim (La bouche du Juste), une introduction kabbalistique à la Genèse, publié à Francfort-sur-le Main en 1702.
- Sefer Bet Raḥel (Le livre de la maison de Rachel), cité dans son testament, probablement identique au Tefillat Bet Raḥel (Prière de la maison de Rachel), publié à Amsterdam en 1741.

Cohen a aussi édité un certain nombre de livres de prière, dont : 
- Seli'hot (Pardon), prières pénitentielles avec des commentaires, publié à Francfort-sur-le-Main en 1702
- Prières pour les hevrot kaddisha (Sociétés du dernier devoir); Francfort-sur-le-Main en 1702
- Prière pour éloigner la peste, publié à Prague en 1713.
- Une ode lors de la consécration d'un Sefer Torah donné par Baruch Austerlitz.

Il a aussi écrit une épître dirigée contre Néhémie Ḥayoun. Son testament éthique, Ẓawwa'ah est rempli d'instructions morales (publié à Berlin en 1729)   